# SN 2011if
SN 2011if – supernowa typu II odkryta 31 października 2011 roku w galaktyce PGC1726998. W momencie odkrycia miała maksymalną jasność 18,50m.